# Isochilus
Isochilus (em português:  Isóquilo) é um género botânico pertencente à família das orquídeas (Orchidaceæ). Foi proposto pelo botânico inglês Robert Brown em Hortus Kewensis; The second edition 5: 209 em 1813, baseando sua descrição na espécie Epidendrum lineare Jacquin, sua espécie tipo, que então passou a chamar-se Isochilus linearis (Jacq.) R. Brown.

## Etimologia
O nome deste gênero deriva da latinização de duas palavras gregas: ισος (isos), que significa “igual”; e χειλος (kheilos), que significa "lábio”; referindo-se ao fato de suas pétalas e sépalas terem todos o mesmo tamanho do labelo.

## Dispersão
Isochilus é composto por cerca de dez espécies epífitas, rupícolas ou terrestres, de crescimento cespitoso, aparentadas com Ponera, que existem nos mais diversos tipos de habitat, desde a Costa Rica, Panamá e Caribe, até o sul do Brasil, onde existe uma única espécie, o Isochilus linearis.

## Descrição
Sua principal e mais chamativa característica são as folhas que lembram em muito as de uma gramínea (Poaceae), tanto que em inglês suas espécies são vulgarmente ditas "grass orchids".
Possuem longos e finos caules não ramificados, rijos e eretos, de tamanho variável, semelhantes à cana, com raízes muito grossas, formando touceiras compactas. Suas folhas são curtas, dísticas, um tanto quanto imbricadas, planas, lineares até linear-lanceoladas e macias, arranjadas alternadamente nos dois terços superiores do caule. A inflorescência, muito curta, cresce na extremidade do caule com diversas flores pequenas e aglomeradas, em regra voltadas para um dos lados da raque, entre brácteas que recordam vagamente de tipos de Elleanthus, brancas, rosadas, violeta ou alaranjadas.
As flores freqüentemente não se abrem bem, e algumas vezes nem mesmo se abrem, pois se auto polinizam com extrema facilidade, em um processo chamado cleistogamia. Possuem sépalas lanceoladas, concrescidas na base, fazendo a flor assumir o aspecto de um pequeno tubo. As pétalas são também lanceoladas, porém mais curtas e estreitas que as sépalas. O labelo é simples, com a forma similar à das pétalas e um pouco mais longo que estas, agudo, livre dos lados, porém no meio inserido na extremidade do pé da coluna por uma garra em formato sinuoso. A coluna comporta quatro polínias.